# Pole position

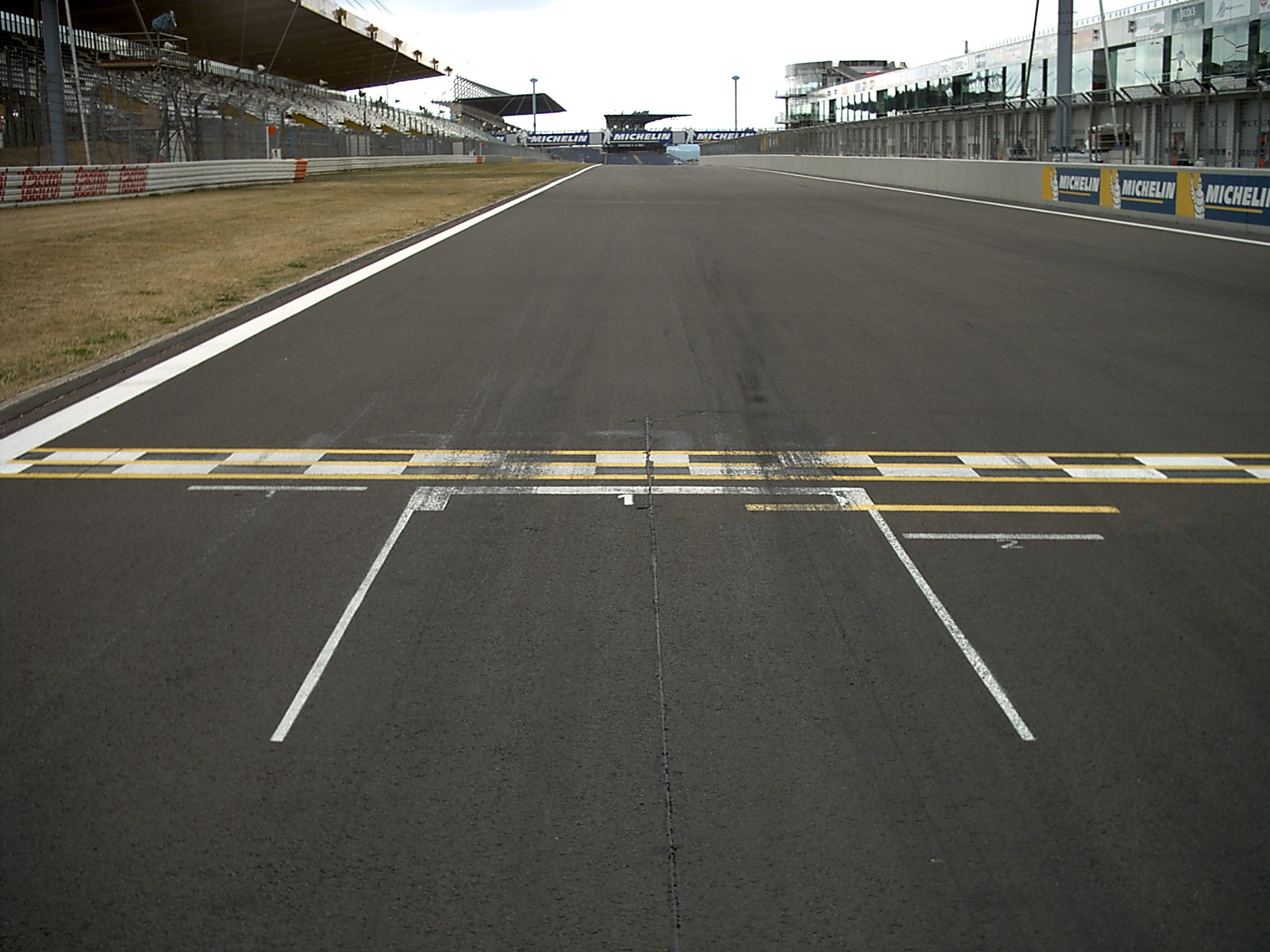
Casella della pole position sulla linea di partenza del Nürburgring Gp-Strecke (2003)

La pole position è la posizione più avanzata, occupata da un concorrente, nello schieramento di partenza di una gara.

## Descrizione
La definizione in lingua inglese, ormai generalmente utilizzata a livello internazionale e, particolarmente, nell'ambito degli sport motoristici come automobilismo e motociclismo, è mutuata dalla terminologia ippica anglosassone per cui la pole position è quella del cavallo che, nelle partenze in linea, si trova all'interno della pista, in prossimità del palo cui è fissato il canapo: per questo motivo, in Italia è diffusa la corrispondente espressione "partenza al palo".
Nelle gare automobilistiche o motociclistiche moderne, il diritto a occupare la pole position si ottiene stabilendo il tempo migliore nelle prove di qualifica cronometrate che precedono la gara.

## Storia
Fino ai primi anni 30 del XX secolo gli schieramenti di partenza delle competizioni motoristiche erano determinati da sorteggio, mentre le prove venivano effettuate esclusivamente per mettere a punto i veicoli, stabilire le strategie di gara e consentire ai piloti un'approfondita conoscenza del tracciato. In alcuni casi, una sorta di pole position ante litteram era determinata per la finale, dal miglior tempo nelle precedenti batterie in cui era suddivisa la gara.
L'ultimo Gran Premio automobilistico che si corse con lo schieramento sorteggiato fu quello di Tripoli del 26 marzo 1933, vinto da Tazio Nuvolari su Alfa Romeo P3 della Scuderia Ferrari; il pilota mantovano si era fortemente lamentato per esser dovuto partire in 12ª posizione e aveva reclamato a gran voce l'adozione delle qualifiche cronometrate, già in uso nella 500 miglia di Indianapolis. La protesta di Nuvolari era l'ultima di una lunga serie di lamentele dei piloti verso quel sistema di partenza che, sovente, precludeva ai favoriti la possibilità di una lotta ad armi pari per la vittoria.

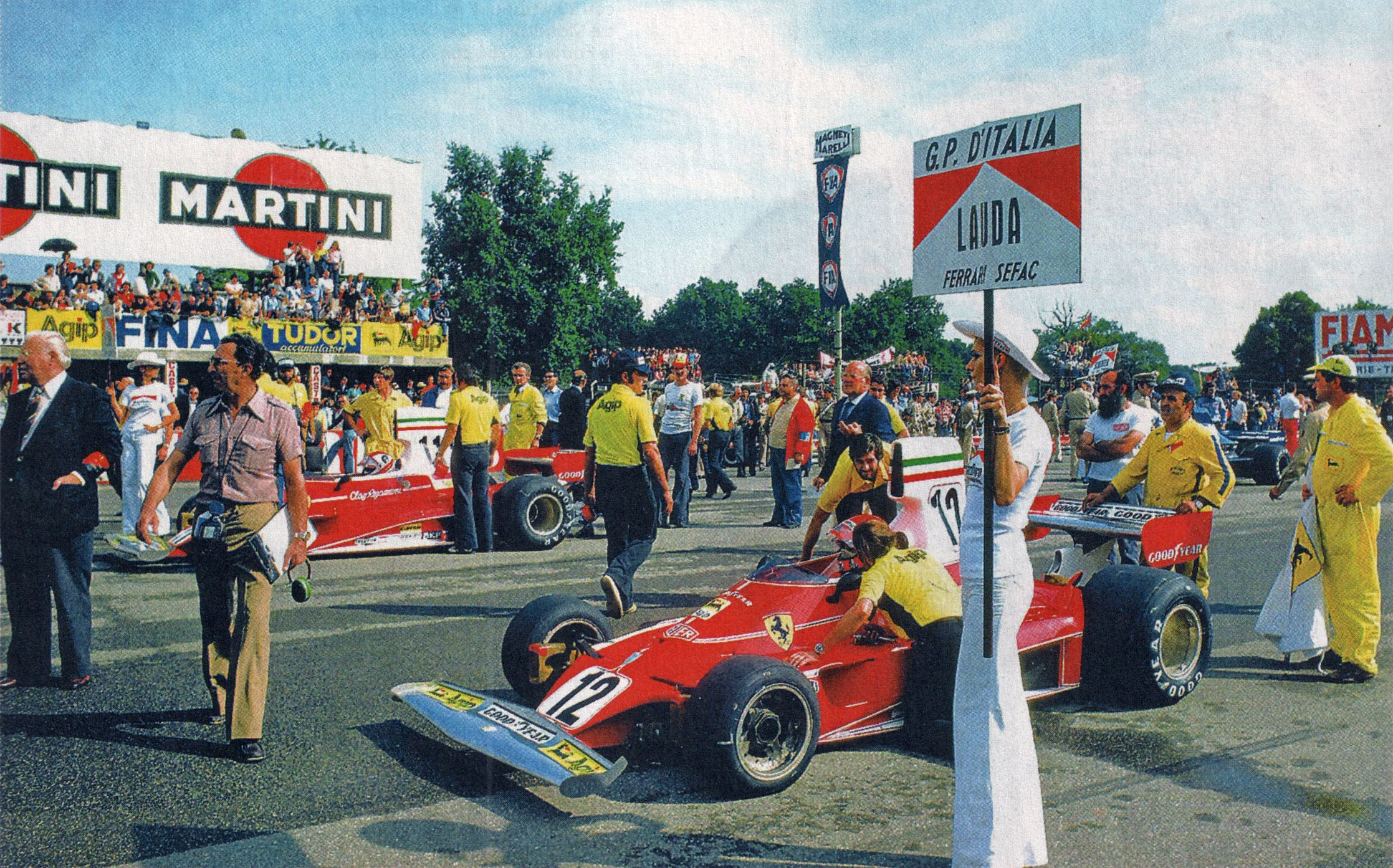
Il poleman Niki Lauda sulla griglia di partenza del Gran Premio d'Italia 1975

L'introduzione della pole position cronometrata nei Gran Premi europei si deve a Antony Noghès che decise di adottare il sistema di formazione dello schieramento di partenza determinato dai tempi sul giro effettuati nella sessione di prova, per il Gran Premio di Monaco del 23 aprile 1933. Per la cronaca, la prima pole position cronometrata nella storia delle gare motoristiche europee venne conquistata, con il tempo di 2'02", da Achille Varzi su Bugatti Tipo 51.
La novità incontrò subito il gradimento dei piloti e delle squadre più importanti, come pure il disappunto degli equipaggi meno competitivi che contavano sul favore del sorteggio per ottenere qualche piazzamento di rilievo.